# Championnats de France d'athlétisme 1953
Navigation
Championnats 1952 Championnats 1954
Les Championnats de France d'athlétisme 1953 ont eu lieu les 18 et 19 juillet 1953 au Stade Yves-du-Manoir de Colombes. 

## Palmarès
| Discipline        | Hommes              | Hommes        | Femmes            | Femmes       |
| ----------------- | ------------------- | ------------- | ----------------- | ------------ |
| 60 m              | -                   | -             | Alberte De Campou | 7 s 9        |
| 100 m             | Alain David         | 10 s 7        | Alberte De Campou | 12 s 4       |
| 200 m             | Jean-Pierre Guillon | 22 s 3        | Yvette Monginou   | 26 s 6       |
| 400 m             | René Galland        | 48 s 6        | -                 | -            |
| 800 m             | Patrick El Mabrouk  | 1 min 50 s 3  | Nicole Goullieux  | 2 min 17 s 5 |
| 1 500 m           | Patrick El Mabrouk  | 3 min 54 s 2  | -                 | -            |
| 5 000 m           | Alain Mimoun        | 14 min 39 s 6 | -                 | -            |
| 10 000 m          | Alain Mimoun        | 30 min 25 s 4 | -                 | -            |
| 80 m haies        | -                   | -             | Claudie Flament   | 11 s 7       |
| 110 m haies       | Michel Chardel      | 14 s 9        | -                 | -            |
| 400 m haies       | Guy Cury            | 52 s 3        | -                 | -            |
| 3 000 m steeple   | Pierre Prat         | 9 min 17 s 8  | -                 | -            |
| 10 000 m marche   | Louis Chevalier     | 47 min 43 s 0 | -                 | -            |
| Saut en longueur  | Malik M'Baye        | 7,06 m        | Monique Jacquet   | 5,49 m       |
| Triple saut       | Malik M'Baye        | 14,96 m       | -                 | -            |
| Saut en hauteur   | Georges Damitio     | 1,96 m        | Denise Guénard    | 1,57 m       |
| Saut à la perche  | Georges Breitman    | 3,95 m        | -                 | -            |
| Lancer du poids   | Raymond Thomas      | 15,19 m       | Paulette Veste    | 12,86 m      |
| Lancer du disque  | Jean Darot          | 48,13 m       | Paulette Laurent  | 37,51 m      |
| Lancer du marteau | Pierre Legrain      | 51,84 m       | -                 | -            |
| Lancer du javelot | Michel Macquet      | 57,96 m       | Evelyne Pinard    | 34,15 m      |